# ミゲル・マガリャンイス
ミゲル・アンジェロ・モレイラ・デ・マガリャンイス（Miguel Ângelo Moreira de Magalhães 、1999年4月19日 - ）は、ポルトガル・マルコ・デ・カナヴェゼス出身のプロサッカー選手。FCペナフィエル所属。ポジションは、ディフェンダー。

## クラブ歴
2017年8月6日、リーガプロのヴァルジン戦でプロデビューを果たした。
2022年7月7日、UDオリヴェイレンセに移籍した。